# Adolfshütte
Adolfshütte, obersorbisch Adolfowa hěta, ist der Name eines vormaligen Montanunternehmens und der zugehörigen bis heute bestehenden Werkssiedlung in der sächsischen Oberlausitz bei Crosta. Überregional bekannt ist der Ort durch das Naherholungszentrum Blaue Adria, das nach dem Zweiten Weltkrieg an einem wassergefüllten Bergbaurestloch eines Kaolintagebaues entstand.

## Geschichte
Die Oberlausitz nördlich von Bautzen besitzt reiche Vorkommen von Braunkohle, Ton und Kaolin, die schon Mitte des 19. Jahrhunderts Anlass für einen regen Bergbau gaben. Die Herrschaft Milkel gründete im Jahr 1831 nahe dem Dorf Crosta die „Gräflich Einsiedelsche Kaolin-, Thon- und Kohlewerke AG zu Crosta“. Die Gesellschaft förderte zunächst vor allem Ton, der vor Ort zu Schamotte verarbeitet wurden. Als Brennmaterial nutzte man die gleichfalls im Grubenfeld anstehende Braunkohle. Die zum Unternehmen gehörende Werkssiedlung benannte man nach Graf Clemens Adolf von Einsiedel als „Adolfshütte“.
Die Adolfshütte lag weit abseits der bis Ende des 19. Jahrhunderts gebauten Eisenbahnlinien. Auch die im November 1890 in Betrieb genommene Bahnstrecke Bautzen – Königswartha verlief weiter westlich, sodass der umständliche Transport mit Pferdefuhrwerken zum nächsten Bahnhof blieb. Um den Transport zu vereinfachen, ließ die Adolfshütte in den Jahren 1891–1892 eine schmalspurige Anschlussbahn errichten. Die sieben Kilometer lange Strecke begann am Haltepunkt Quoos der Bahnstrecke Bautzen–Königswartha und führte in ostwärtiger Richtung bis zum Werksgelände der Adolfshütte bei Crosta.
Ab dem Jahr 1891 erkundete man reiche Kaolinlager, die ab 1893 als Rohstoff für die Papierherstellung abgebaut wurden. Die für den Produktionsprozess nötige Braunkohle musste dagegen ab 1893 teuer im Tiefbau gewonnen werden, da die oberflächennahen Lager nunmehr erschöpft waren. Ab 1893 firmierte die Gesellschaft offiziell als Kaolin- u. Chamottewerke AG Crosta.
Im Jahr 1906 erhielt das Werk einen direkten normalspurigen Gleisanschluss von der neu eröffneten Bahnstrecke Löbau–Radibor. Ein Teilstück der schmalspurigen Werkbahn,  von Quoos bis Luppe-Dubrau (km 0,0 bis km 3,5), konnte nun abgerissen werden. Das Reststück von Luppe-Dubrau bis Crosta blieb bis 1914 erhalten, da es von der Dampfsäge-Mühle Luppa zum Versand von Schnittholz (über den Bf Großdubrau) genutzt wurde.
Im Januar 1908 kam es zu einem Großbrand, wobei die Adolfshütte stark beschädigt wurde (siehe Foto).
Die Kaolinförderung kam schließlich im Jahr 1927 nach Erschöpfung der Vorräte zum Erliegen. Die Ton- und Schamotteproduktion wurde noch bis zur Schließung des Werkes im Jahr 1930 fortgeführt. Danach wurden die Werksanlagen abgerissen.
Die ehemalige Kaolingruben füllten sich nach der Stilllegung mit Wasser, das eine eigentümliche blau-grüne Farbe annahm. Wegen der Gefahr von Böschungsrutschungen war eine Nutzung als Badegewässer zunächst verboten. Italienische Kriegsgefangene prägten schließlich den Namen „Blaue Adria“ für das Gewässer, das nach dem Zweiten Weltkrieg offiziell zum Baden genutzt werden konnte. Die Gemeinde Crosta errichtete später an den Ufern des 4,8 Hektar großen Sees ein Naherholungszentrum mit Campingplatz.